# Аутостоперски водич кроз галаксију (радио-роман)
Аутостоперски водич кроз галаксију (енгл. The Hitchhiker's Guide to the Galaxy) је британски радио-серијал из 1977. године.
Изузетно популаран научнофантастични радио-серијал, са обиљем изванредних акустичких ефеката и трикова. Посреди је својеврсно пародирање жанра, односно класичне „спејс-опере“, са наглашеним елементима гротеске, што је наишло на веома добар пријем код слушалаца, тако да је серијал стекао готово култне размере, преточивши се убрзо и у друге медије. Тако је, на пример, снимљена телевизијска серија по његовим мотивима, играна је позоришна представа, издат је специјални албум са најуспелијим нумерама, а објављено је пет књига:
- Аутостоперски водич кроз галаксију
- Ресторан на крају васељене
- Живот, васељена и све остало
- До виђења и хвала на свим рибама
- Углавном безопасни

У серијалу се земљани приказују као безнадежно заостала раса, чија планета постаје препрека изградњи велике галактичке трансверзале. Главни ликови су један прави и један тобожњи Земљанин, односно прерушени ванземаљац који је на лицу места да би, у својству уредника, приредио ново издање Аутостоперског водича кроз Галаксију. Они се отискују на чудновата путовања не само кроз простор него и кроз време, доживљавајући уз пут најнеобичније пустоловине и сусрећући најбизарнија створења, што је редитељу пружило повода за ванредно духовите обрте и перипетије.
Особена комика овог серијала происходи углавном из онеобичавања неких стандардних жанровских стереотипова, чему веома доприноси раскошна радиофонска обрада пуна оригиналних звучних ефеката, али и хумористични набој бизарних дијалога. Серијал је емитован у получасовним епизодама једном недељно, а његов творац, Даглас Адамс, испекао је претходно занат на телевизијској серији Доктор Ху.